# Madagaskarplatstaartschildpad
De madagaskarplatstaartschildpad, ook wel madagaskarplatrugschildpad (Pyxis planicauda) is een schildpad uit de familie landschildpadden (Testudinidae). De soort werd voor het eerst wetenschappelijk beschreven door Alfred Grandidier in 1867. Oorspronkelijk werd de wetenschappelijke naam Testudo planicauda gebruikt. Het is een van de 25 meest bedreigde soorten schildpadden ter wereld. 

## Uiterlijke kenmerken
Het schild is donker tot zwart en is te herkennen aan de lichtere gele randen van de hoornplaten op de rug en het meer oranje gekleurde midden van iedere hoornplaat. Tussen de vlek op het midden en de gele randen is een straalsgewijze lijnentekening aanwezig. De platen aan de zijkanten van het schild (marginalen) zijn zwart met gele strepen die naar buiten wijzen. De maximale schildlengte is ongeveer 14 centimeter, waarmee het een vrij kleine soort is. De kop is donkerbruin met een variabele tekening van gele lijnen en strepen. De naam 'platstaartschildpad' is te danken aan de opvallend platte staart, in tegenstelling tot de meeste schildpadden die een meer ronde staart hebben.

## Algemeen
De madagaskarplatstaartschildpad is endemisch in Madagaskar, en komt voor in de zuidwestelijke kuststrook van het land. De habitat bestaat uit hete, vrij droge bladverliezende bossen. De schildpad is herbivoor en leeft van verschillende plantendelen zoals afgevallen fruit, spruiten en ontwikkelde bladeren. Alleen tijdens het regenseizoen is de soort actief, meestal tijdens of na regenval, tijdens het droge seizoen wordt een estivatie gehouden onder de bladeren in de bosbodem. Het vrouwtje legt slechts één ei, dat echter relatief groot is.